# SHGb02+14a
SHGb02+14aとは、地球外知的生命体探査 (SETI) の候補となっていた電波源であるが、観測データの精査により否定的な特徴が幾つも確認された。2003年3月にSETI@home計画で発見され、2004年9月1日にニュー・サイエンティスト誌で公表された。

## 発見
SHGb02+14aはSETI@homeが検出した電波源の1つである。SETI@homeは、アレシボ天文台の観測データを分散コンピューティングで分析し、地球外生命の電波信号を見つけ出すプロジェクトである。
SETI@homeは2003年までに約50億の候補を検出し、2003年3月、有望な200の候補を詳しく観測した。大部分は再発見できず、検出できた候補も信号でない可能性が高まったが、唯一の例外がSHGb02+14aだった。この電波源は再検出された上、非自然的な信号である可能性が高まったと判定された。
SHGb02+14aはSETI@homeに参加していた2人の有志が検出し、それに基づいて200個の目標に選ばれていた。2003年の観測を含め3回ほど検出されたことになる。
この研究は2004年にイギリスの週刊科学雑誌ニュー・サイエンティストで公表され、その後メディアに大々的に取り上げられた。これに対しSETI@homeの主任Dan Werthimerは、報道には誇張が含まれSHGb02+14aが地球外知的生命の信号である可能性は低いと強調した。

## 性質
SHGb02+14aは周波数1420MHzの弱い電波で、うお座とおひつじ座の境界付近に見つかった。1420 MHzは中性水素原子が放射する周波数で、地球外生命の通信に使われていると考えられている。
SHGb02+14aには不可解な特徴がある。この方角の1000光年より近い位置に恒星は見つかっていない。また、毎秒8-37ヘルツという急速な周波数ドリフトを起こしている。さらに、周波数ドリフトで周波数が変化するならば、信号検出時点の周波数は観測の度に異なるはずだが、SHGb02+14aはこれに当てはまらない。3回の観測例とも、まず1420MHz付近で観測され、次第に周波数が変化するパターンだった。

## 正体についての議論
この電波源の正体については諸説ある。メディアは地球外の信号と報道したが、SETI@homeは否定した。SHGb02+14aは他の候補よりは有望だったものの、当初から研究者は知的生命体に関連する可能性は低いと考えていた。
観測された急激な周波数ドリフトは、信号が知的生命体に由来するという解釈に合致しない。電波が惑星上の送信機から放たれていると仮定すると、ドリフトを説明するためにその惑星は地球の40倍という非現実的な自転速度を持たなければならない。また、知的生命体が自らの存在とメッセージを伝えるために信号を送っているとすれば、その電波は受け手にとって観測しやすい形で送信されるはずである。しかしSHGb02+14aは周波数が変動するために、安定した受信が難しい。この対策として、電波の送信に際して受信側で周波数が一定となるように補正を加えることは可能なはずだが、それが全く行われていないため、知的生命体由来とするには否定的な証拠であると言える。
代わりに、SHGb02+14bは実在しない電波源なのかもしれない。SETI@homeで分析された候補の中に、偶然に有意な信号が同じ箇所から3回放たれたように見えるものが含まれ、それがSHGb02+14bだった可能性がある。プロジェクトで分析された信号の候補は数十億個に上るため、このような偶然は十分に起こり得ると考えられている（いわゆるどこでも効果）。
人間が発した電波が電波望遠鏡に紛れ込んだという解釈もある。SETI計画で使われているアレシボ天文台は、反射板を地表に固定し、その上に受信機を吊るしている。この受信機を移動させることで、観測する方角を変えている。SHGb02+14aの電波は天球上の一点で複数回検出されたと考えられているが、これは受信機が特定の位置に来たとき、地上の何らかの物体から発信されている電波を反射板に向けて反射させてしまっていたのかもしれない。
SETI@homeのソフトウェアがハッキングされたという説もある。ただしSHGb02+14aは独立した2人のSETI@homeユーザーが報告し、その後研究者が確認しているため、有力な説明ではない。
また、仮にSHGb02+14bが実在する電波源であっても、直ちに知的生命体に由来するとは判断できない。SHGb02+14aのようなパターンを生じる自然現象は未発見だが、それは単に未発見というだけかもしれない。例えば最初のパルサー (PSR B1919+21) が発見された時は宇宙人からの信号として話題になったが、現在ではその正体は高速自転する中性子星と判明している。最初のクエーサー (CTA-102) 発見時にも同様の議論が起こった。